# Brang Kolong
Brang Kolong is een bestuurslaag in het regentschap Sumbawa van de provincie West-Nusa Tenggara, Indonesië. Brang Kolong telt 2365 inwoners (volkstelling 2010).